# Grzegorz Krzan
Grzegorz Waldemar Krzan (ur. 8 stycznia 1987 w Olsztynie) – polski siatkarz i trener. Jako zawodnik grał na pozycji atakującego. Od sezonu 2021/2022 jest trenerem przygotowania fizycznego w Indykpolu AZS-ie Olsztyn.
W sierpniu 2023 roku udał się do Brazylii, gdzie przez 2 tygodnie podpatrywał przygotowania reprezentacji Canarinhos do Mistrzostw Ameryki Południowej i turnieju kwalifikacyjnego do Igrzysk Olimpijskich 2024, gdzie m.in. przez 10 dni przebywał reprezentacją Brazylii w Saquaremie.

## Życiorys
W latach 2006–2018 studiował geodezję na Uniwersytecie Warmińsko-Mazurskim w Olsztynie. Od 2017 roku jest wykładowcą wydziału geoinżynierii. W latach 2020–2022 uczył studentów m.in. podstawy geodezji i kartografii, ćwiczeń terenowych z geodezji.
W swoich badaniach zajmuje się analizą modeli zmienności centrów fazowych anten GNSS oraz zjawisk wpływających na obserwację sygnałów GNSS. Członek Międzynarodowej Asocjacji Geodezji (International Association of Geodesy, sub-commission 44) oraz wykonawca w projekcie GRAVEr  (GNSS Receiver Antenna calibration serVice for new E-GNSS signals), którego celem jest opracowanie i wdrożenie środowiska do kalibracji anten GNSS umożliwiających odbiór sygnałów na różnych częstotliwościach oraz z różnych systemów.
Jego siostrą jest modelka, Izabella Krzan.

## Siatkówka
| Lata      | Klub                         | Jako                            |
| 2006–2017 | AZS UWM II Olsztyn (II liga) | Siatkarz                        |
| 2017–2021 | AZS UWM II Olsztyn (II liga) | I Trener                        |
| 2021–     | AZS Olsztyn (PlusLiga)       | Trener przygotowania fizycznego |

## Sukcesy

### jako siatkarz
Uniwersyteckie Mistrzostwa Polski:
- 2008[10]

Akademickie Mistrzostwa Polski:
- 2011[11]

### jako trener
Akademickie Mistrzostwa Polski:
- 2018[12]